# Квинт Фабий Амбуст (диктатор)
Квинт Фабий Амбуст (на латински: Quintus Fabius Ambustus) e политик на Римската република през 4 век пр.н.е.
Произлиза от патрицииската фамилия Фабии и е син на Марк Фабий Амбуст (военен трибун 381 и 369 пр.н.е.).
Квинт Амбуст e началник на конницата през 344 пр.н.е. и диктатор на Рим през 321 пр.н.е. (comitiorum habendorum causa).